# Шуймучаш
Шуймуча́ш (рос. Шуймучаш, марій. Шуймучаш) — присілок у складі Совєтського району Марій Ел, Росія. Входить до складу Верх-Ушнурського сільського поселення.
Стара назва — Шуй-Мучаш.

## Населення
Населення — 55 осіб (2010; 61 у 2002).
Національний склад (станом на 2002 рік):
- марі — 100 %